# Daewoo XK9
Daewoo XK9 je južnokorejska strojnica koju je dizajnirao i proizveo S&T Daewoo (bivši S&T Daewoo). Strojnica je bila namijenjena južnokorejskoj vojsci gdje se trebala koristiti zajedno s njemačkim automatom Heckler & Koch MP5, ali nije prihvaćena.
Prema izvorima Jane'sa, oružje je proizvedeno i usvojeno u vojsci 2003. pod oznakom DS9A.

## Inačice
- Daewoo XK9 i
- Daewoo XK10

## Vanjske povveznice
*Jones, Richard D.; White, Andrew. Lipanj 2008. Jane's Guns Recognition Guide, 5th edition. Harper Collins. London, England. ISBN 0061374083